# Pávapók
A pávapók (Maratus volans) a pókszabásúak (Arachnida) osztályának a pókok (Araneae) rendjébe, ezen belül az ugrópókfélék (Salticidae) családjába tartozó faj.

## Neve
Ezt a pókfajt legelőször Octavius Pickard-Cambridge, angol pap és zoológus írta le, illetve nevezte meg, Salticus volans név alatt 1874-ben. A pók volans neve, a „szárnyból”, „repülésből” származik, mivel korábban úgy vélték, hogy a pók a potrohát takaró felemelhető ernyőjével, repülni képes. Ezt a feltevést manapság már tudjuk, hogy nem igaz. A mai nemébe, a Maratus-ba, 1991-ben Marek Michał Żabka lengyel arachnológus helyezte át.

## Előfordulása
A pávapók előfordulási területe az ausztráliai kontinensen van. Elterjedési területe magába foglalja Queenslandot, Új-Dél-Walest, az Ausztráliai fővárosi területet, Nyugat-Ausztráliát és Tasmaniát.

## Megjelenése
Ez az apró pók körülbelül 5 milliméter hosszú. A nőstény és a fiatal hím barna színűek, azonban a rokonfajoktól színes minták különböztetik meg. Különlegessége a pávák farktollaira emlékeztető ernyő, amelyet a hím pók násztánca során használ. A színes mintákat tartalmazó ernyő nyugalmi állapotban a pók potroha köré van csavarva, párzási időszakban a nősténnyel találkozva a pók az ernyőt és a harmadik pár lábát feltartva, oldalra lépegetve próbálja felhívni magára a nőstény figyelmét.
A legutóbbi kutatások szerint a pávapók és az európai Saitis barbipes hasonló viselkedése és megjelenése, nem a konvergens evolúciónak a műve, hanem a két pók, tényleg rokonságban áll egymással.
Az ember számára nem jelent veszélyt.

## Képek

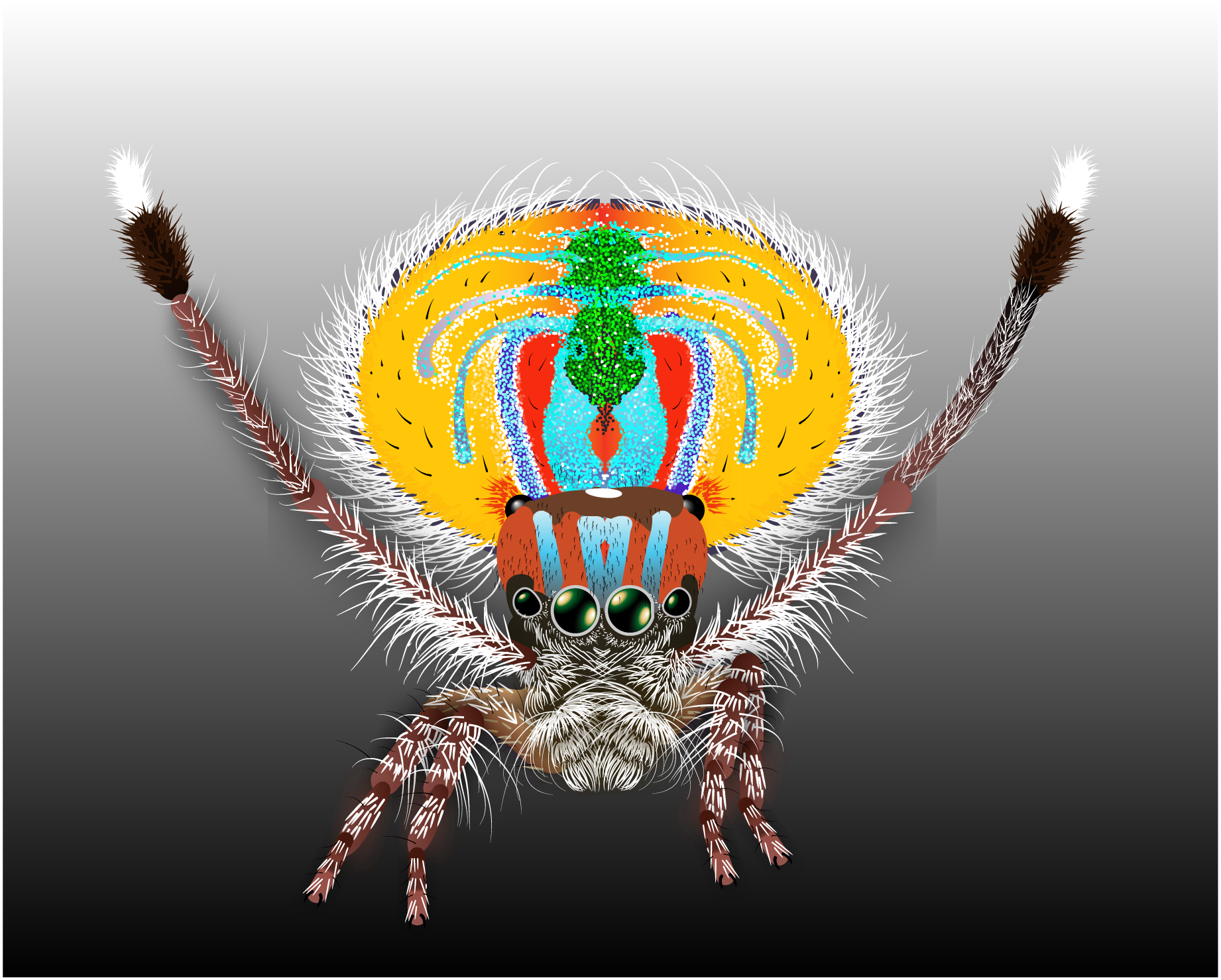
Képek a hímről
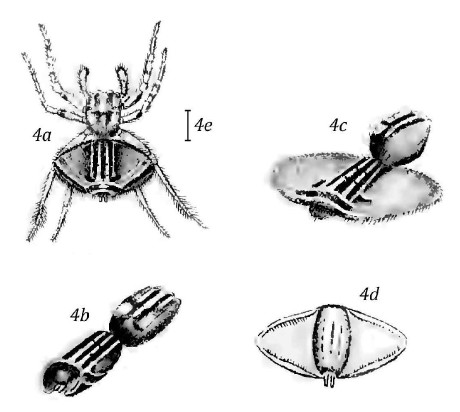
Régi rajz a pókról és annak testrészeiről

### Fordítás
- Ez a szócikk részben vagy egészben  a   Maratus volans című angol Wikipédia-szócikk ezen változatának fordításán alapul.  Az eredeti cikk szerkesztőit annak laptörténete sorolja fel. Ez a jelzés csupán a megfogalmazás eredetét és a szerzői jogokat jelzi, nem szolgál a cikkben szereplő információk forrásmegjelöléseként.